# 125 Liberatrix
125 Liberatrix eller 1943 FE är en asteroid upptäckt 11 september 1872 av astronomen Prosper Henry i Paris. Det är möjligt att namnet har sitt ursprung i Frankrikes befrielse efter att det franska andra kejsardömet kollapsade 1870. Det kan också vara till minne av att de preussiska styrkorna lämnade Frankrike tack vare att den förste franska presidenten gav ett lån.
Ockultationer har observerats.